# Galvinella antarctica
Galvinella antarctica Eliot, 1907 è un mollusco nudibranchio della famiglia Eubranchidae.

## Tassonomia
È l'unica specie nota del genere Galvinella (taxon inquirendum).
Sinonimi
- Galvinella glacialis Thiele, 1912 = Eubranchus glacialis (Thiele, 1912)